# Teocalli

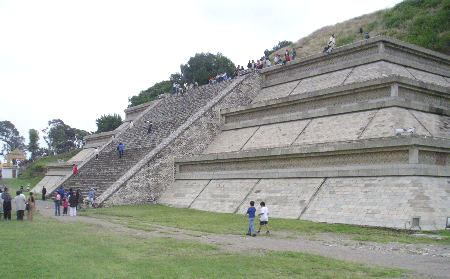
Il teocalli di Cholula

Un teocalli (Nahuatl: "casa di Dio") è una piramide mesoamericana in cima alla quale si trova un tempio. La piramide è terrazzata. Nel tempio si svolgevano alcuni dei rituali religiosi più importanti del Messico precolombiano.
Il poeta cubano José María Heredia ha scritto una poesia intitolata En el teocalli de Cholula ("Nel teocalli di Cholula").

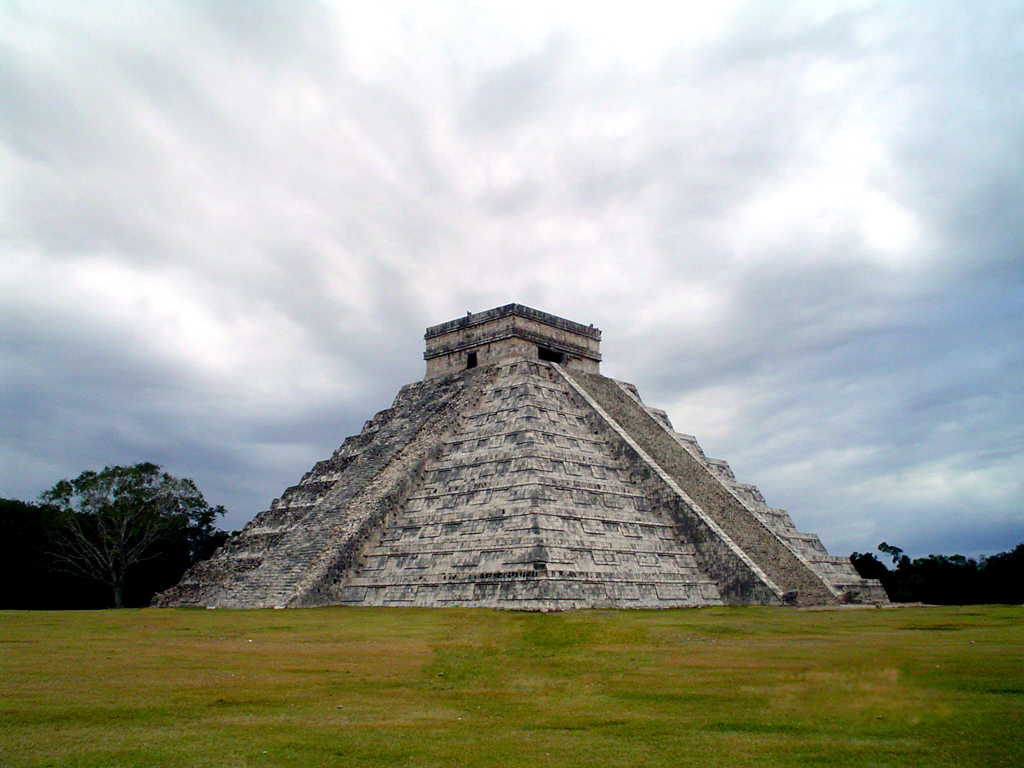
Chichén Itzá, piramide di Kukulcan (detta anche El Castillo)

I teocalli sono utilizzati anche in un contesto moderno dai Chicani facenti parte della Chiesa Nativa Americana e dai movimenti di ripresa delle religioni indigene come il Mexicayotl nel più largo contesto messicano. I gruppi chicani della Chiesa Nativa Americana chiamano "teocalli" la propria organizzazione.
Il teocalli più famoso della storia era il Templo Mayor ("tempio maggiore") di Tenochtitlán, oggi distrutto, che si trovava in quella che oggi è la piazza principale di Città del Messico, il Piazza della Costituzione. Un celebre dipinto del 1848 di Emanuel Leutze ritrae "La distruzione del Teocalli da parte di Cortez e delle sue truppe".

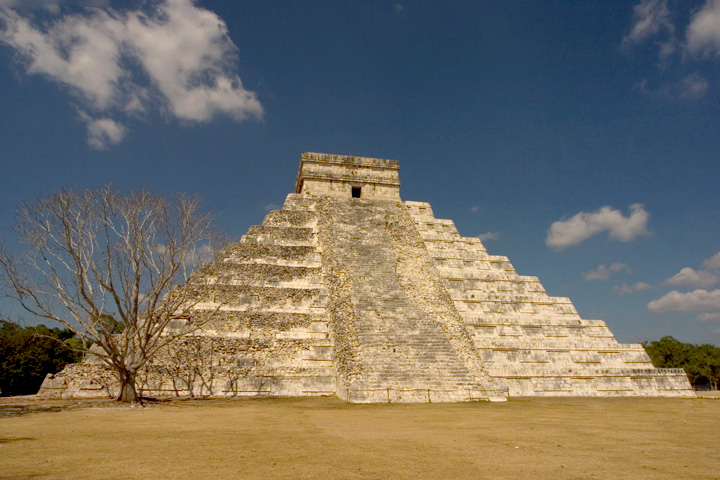
El Castillo a Chichén Itzá, detto la Piramide di Kukulkán. Di Aaron Logan.

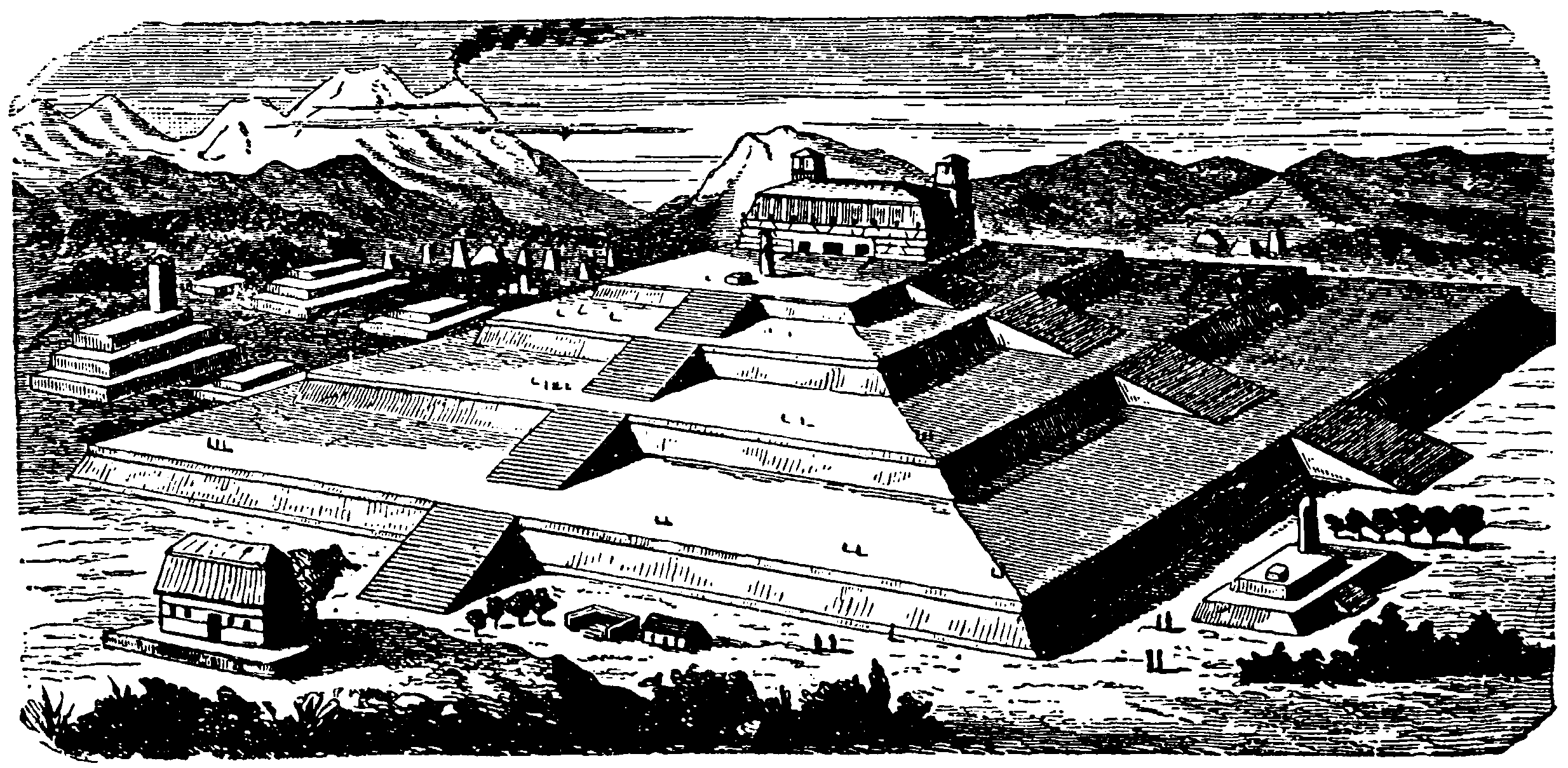
Il Teocalli di Cholula, dal Nordisk familjebok